# Československý pěší prapor 11 – Východní
11. československý pěchotní prapor – Východní (anglicky Czechoslovak Infantry Battalion No 11 — East) byl pěchotní prapor československých exilových ozbrojených sil, který se skládal z dobrovolníků a v rámci britské a dalších spojeneckých armád se účastnil druhé světové války na blízkovýchodním a severoafrickém válčišti.

## Historie
Prapor byl vytvořen 1. listopadu 1940 v táboře Gedera nedaleko Tel Avivu československými dobrovolníky. Základ tvořilo 206 mužů, kteří se do Palestiny přesunuli po kapitulaci Francie ze Sýrie, jež byla ovládána francouzským vichistickým vojskem. Velitelem byl jmenován podplukovník Karel Klapálek. Prapor zahrnoval čtyři střelecké roty (každá po 3 četách) a podpůrnou rotu (čety kulometná, signální, automobilní a oprav techniky). Začátkem prosince 1940 se prapor začal přizpůsobovat klimatu Judské pouště a poté se přestěhoval do Egypta do Sídí Bišru a Agamí. Tam měl na starosti bezpečnostní službu a neustále zvyšoval svou bojovou připravenost. Od 30. května do 6. října 1941 se prapor stal součástí 23. pěší brigády a vykonával bezpečnostní službu poblíž Matruhu v rámci operace "Battleaxe". Po přesunu na syrsko-palestinskou hranici utrpěl prapor za britské invaze do Sýrie a Libanonu při Operaci Exporter první ztráty; boje v polovině července 1941 ukončila kapitulace vojsk vichistické Francie. V Sýrii zůstal prapor až do října 1941. Na území Sýrie vojáky sužovaly nejen teploty pohybující se mezi denními přes 50 °C a nočními 35 °C; uvádí se, že až 450 vojáků také trpělo nemocemi včetně žloutenky a malárie.
V srpnu 1941 se československé ministerstvo národní obrany neúspěšně pokusilo přesvědčit britské velení o převodu praporu k československým ozbrojeným silám ve Velké Británii. Po rozhovoru s podplukovníkem Klapálkem se zástupce velení dohodl na převodu praporu do obleženého Tobruku. 20. října 1941 se prapor připojil ke Karpatské pěší brigádě polské armády. Během bitvy o Tobruk prapor ztratil 14 mrtvých a 81 zraněných. Během obléhání byl prapor přidělen ke 13. armádnímu sboru a 38. indické pěší brigádě (před jeho odjezdem do Egypta 27. března 1942). 
7. dubna 1942 prapor dorazil do Palestiny, kde byl 22. května 1942 reorganizován na Československý lehký protiletadlový pluk 200 – Východní. Na podzim 1942 byl pluk nasazen do protiletadlové obrany Haify a Bejrútu a na jaře 1943 do protiletadlové obrany Tobruku. V létě 1943 byl pluk přesunut do Velké Británie, kde byl sloučen s Československou samostatnou obrněnou brigádou.